# عبدالقیوم قویم
دکتر عبدالقیوم قویم (زاده ۲۸ مهر/ میزان ۱۳۱۵) ادب‌پژوه افغانستانی و استاد زبان و ادبیات فارسی دانشگاه کابل است. او از سال ۱۳۹۶ عضو پیوستهٔ فرهنگستان زبان و ادب فارسی میباشد.

## زندگی
(زاده ۲۸ مهر/ میزان ۱۳۱۵ در شهرستان چاه آب ولايت تخار) ادب‌پژوه افغانستانی و استاد زبان و ادبیات فارسی دانشگاه کابل است. 
او درس خواندۀ دانشگاه کابل، مدرسۀ مطالعات شرقی و افریقایی لندن، دانشگاه تهران، دانشگاه همبولد برلین و دانشگاه دولتی تاجيكستان در بخش‌های ادبيات شناسى، زبان شناسى، تاريخ ادبيات فارسى و زبان‌های باستانى است.
او از سال ۱۳۹۶ عضو پیوستهٔ فرهنگستان زبان و ادب فارسی میباشد.

## آثار
۱-	بحث‌هایی در زمینۀ ادبیات، نشرات دانشگاه کابل، ۱۳۴۹.
۲-	ادبیات عامیانۀ دری، نشر مجلۀ ادب، دانشکدۀ ادبیات، ۱۳۵۲.
۳-	تاریخ فرهنگ افغانستان، نشرات ریاست گرځندوی (گردشگری)، ۱۳۵۵.
۴-	فنون ادبی بیان، نشرات دانشگاه کابل، چاپ اول ۱۳۶۱ وچاپ دوم انتشارات سعید.
۵-	ادبیات شفاهی مردم تاجیک، انستیتوت پیداگوژی کابل، ۱۳۶۳.
۶-	نمونه‌هایی از فرهنگ شفاهی مردم تخار، شورای فرهنگی دانشگاه کابل، ۱۳۶۴.
۷-	تاریخ ادبیات دری، از دوره‌های باستان تا قرن ۴ هجری. نشرات دانشگاه کابل، ۱۳۶۶.
۸-	مقایسۀ داستان‌های زال و گوراوغلی و اخلاف آنها، نشرات اکادمی علوم افغانستان، ۱۳۸۹.
۹-	نقد ادبی، انتشارات کتاب، چاپ اول، ۱۳۷۹، چاپ دوم انتشارات سعید، ۱۳۸۷.
۱۰-	بازتاب مردم دوستی در ادبیات فارسی قرن‌های ۷-۸ هجری دانشگاه دولتی تاجکستان به الفبای سیریلیک، ۱۹۸۵.
۱۱-	شعر چیست؟ انتشارات کتاب، چاپ اول ۱۳۸۱، چاپ دوم انتشارات سعید ۱۳۸۷.
۱۲-	مروری بر ادبیات معاصر دری، بخش اول، انتشارات فجر چاپ اول، ۱۳۸۵، چاپ دوم انتشارات سعید، ۱۳۸۸ این کتاب تا حال شش بار چاپ شده.
۱۳-	اصول نویسندگی، انتشارات خجندیان، ۱۳۸۵.
۱۴-	ادبیات تطبیقی، انتشارات سعید، چاپ اول، ۱۳۸۸ این کتاب چندین بار چاپ شده است.
۱۵-	نظریۀ شعر، انتشارات سعید، ۱۳۸۸.
۱۶-	شعر عرفانی فارسی دری، انتشارات سعید، چاپ اول، کابل ۱۳۸۹.
۱۷-	نظریۀ ادبی و نقد ادبی، انتشارات سعید، چاپ اول، کابل، ۱۳۸۹.
۱۸-	مجموعۀ مقاله‌ای تاریخی، ادبی و تاریخ زبان دری، انتشارات سعید، چاپ اول، کابل، ۱۳۹۱.
۱۹-	تاریخ ادبیات ، جلد ۱ و ۲ برای دارالمعلمینها،  عمومی تربیۀ معلم، چاپ هند، ۱۳۹۱.
۲۰-	فنون ادبی (بدیع)، برای دارالمعلمینهای عالی، ریاست عمومی تربیۀ معلم، چاپ هند، ۱۳۹۱.
۲۱-	فنون ادبی (بیان و معانی) برای دارالمعلمینهای عالی، ریاست عمومی تربیۀ معلم چاپ هند،۱۳۹۰.
۲۲-	هنگامی که برف آب میشد، (مجموعۀ داستان‌های کوتاه)، ترجمه از انگلیسی، انتشارات سعید، چاپ اول، کابل، ۱۳۹۱.
۲۳-	سیری در ادبیات عرفانی، انتشارات سعید، چاپ اول، کابل، ۱۳۹۱. این کتاب چند بار چاپ شده است.
۲۴-	حباب دست‌ها، (گزینۀ شعر)، مطبعۀ دولتی، کابل، ۱۳۶۳.
۲۵-	فریاد درسکوت (گزینۀ شعر)، انتشارات برگ، کابل، ۱۳۹۱.
۲۶-	مروری بر ادبیات معاصر دری، بخش دوم، داستان نویسی در دورۀ معاصر، انتشارات سعید، چاپ اول، کابل، ۱۴۰۰.
۲۷-	بیدل شناسی، انتشارات امیری، چاپ اول، کابل، ۱۴۰۰.
۲۸-	ادبیات شناسی، انتشارات امیری، چاپ اول، کابل، ۱۳۹۸.
۲۹-	واژه‌ها می‌مويند، (گزینۀ شعر)، انتشارات سعید، کابل، ۱۴۰۰.
۳۰-	افغانستان خاستگاه زبان فارسی دری، کابل، ۱۳۹۸.

## مقالات
از استاد قویم بیش از صد مقالۀ علمی در مجله‌های معتبر افغانستان و مجله‌های بعضی از کشورهای منطقه چون ایران، تاجیکستان و هندوستان به چاپ رسیده است.

## اشتراک در سیمینارها و برنامه‌های فرهنگی ادبی:

### افغانستان:
- سمینار بین‌المللی دقیقی بلخی ۱۳۵۲.
- سمینار بین‌المللی خواجه عبدالله انصاری، ۱۳۵۵.
- سمینار بین‌المللی مولانا جلال الدین محمد بلخی.
- سمینار بین‌المللی ناصر خسرو، ۱۳۶۸.
- سمینار بین‌المللی پوهاند عبدالشکور رشاد.
- سمینار بین‌المللی امیرعلی شیرنوایی.
- سمینار بین‌المللی سنایی غزنوی.
- سمینار بین‌المللی رحمن بابا، ۱۳۹۰.
- سمینار بین‌المللی خوشحال خان ختک، ۱۳۹۲.
- سمینار بین‌المللی علامه محمود طرزی، ۱۳۹۸.
- سمینار بین‌المللی پیر روشان، ۱۳۹۰.
- سمینار بین‌المللی شیخ سعدالدین انصاری، ۱۳۶۷.

### ایران:
- سمینار بین‌المللی فردوسی، (تهران)، ۱۳۶۸.
- سمینار بین‌المللی چشم انداز شعر معاصر فارسی، (تهران)، ۱۳۷۰.
- سمینار بین‌المللی حافظ وسعدی، (شیراز)، ۱۳۵۰.
- سمینار بین‌المللی امیرعلی شیرنوایی، (مشهد)، ۱۳۹۴.
- سمینار بین‌المللی مولانا عبدالرحمان جامی، (مشهد، تربت جام)، ۱۳۹۵.
- سمینار بین‌المللی از ارگ هرات تا ارگ تبریز(تربت جام)، ۱۳۹۵.
- سمینار بین‌المللی زبانشناسی (تهران)، ۱۳۹۷.
- سمینار بین‌المللی زبان فارسی (تهران)

### هندوستان:
- سمینار بین‌المللی مولانا جلال‌الدین محمد بلخی، (دهلی) ۱۳۷۵.
- سمینار بین‌المللی بیدل، (دهلی).
- سمینار بین‌المللی ابوریحان البیرونی، (دهلی)، ۱۳۷۳.
- سمینار بین‌المللی نظیری نیشاپوری، (دهلی)، ۱۳۹۰.
- سمینار بین‌المللی سنسکریت و زبان فارسی، دانشگاه گوهاتی (آسام هند)، ۱۳۹۵.
- سمینار بین‌المللی هند در ادبیات فارسی، دهلی (دانشگاه جواهر لعل نهرو)، ۱۳۹۵.

### تاجکستان:
- سمینار بین‌المللی رودکی (دوشنبه)، ۱۳۷۶.
- سمینار بین‌المللی خواجه عبیدالله احراری (دوشنبه)، ۱۳۷۴.
- سمینار بین‌المللی کمال‌الدین خجندی (ولایت سغد خجند).
- سمینار بین‌المللی مولانا جلال‌الدین محمد بلخی (دوشنبه)، ۱۳۹۷.

### ترکیه:
- سمینار بین‌المللی مولانا جلال‌الدین محمد بلخی،(قونیه)، ۱۳۹۲.

عراق:
- سمینار بین‌المللی «المرید الشعری» دوبار، (بغداد و موصل)، ۱۳۶۵ _ ۱۳۶۶.

### فرانسه:
- سمینار بین‌المللی کاربرد فولکلور در ادبیات، دانشگاه (استراسبورگ).